# Station Stary Grodków
Station Stary Grodków is een spoorwegstation in de Poolse plaats Stary Grodków.